# Augusta Luise (Rose)
Augusta Luise ist eine Edelrose des Züchters Mathias Tantau jun., der sie 1999  zum 250. Geburtstag Goethes der Uetersener Konventualin Augusta Louise zu Stolberg-Stolberg  widmete. Diese wohnte im Kloster Uetersen und ging als Goethes Gustchen in die Literaturgeschichte ein. Mathias Tantau jun. züchtete sie aus den Sorten 'Foxtrot' und 'Rachel'.
Sie ist eine überreich blühende Edelrose mit einem aufrechten Wuchs. Unter guten Bedingungen erreicht sie eine Höhe von 70 bis 100 cm. Die Blütenfarbe reicht von champagner-rosé  bis pfirsichfarbig. Die bis zu 12 cm großen, stark fruchtig duftenden Blüten mit  bis zu 40 Petalen sind gut gefüllt. Die Laubblätter der Rose sind überwiegend dunkelgrün.
'Augusta Luise' ist frosthart bis −17 °C (USDA-Zone 6). Sie ist eine regenfeste und hitzeverträgliche Sorte und eignet sich als Schnittrose. Ihre Blütezeit reicht von Juni bis September, zudem ist sie auch als Beetrose geeignet.